# Oncocalamus wrightianus
Oncocalamus wrightianus là loài thực vật có hoa thuộc họ Arecaceae. Loài này được Hutch. mô tả khoa học đầu tiên năm 1963.